# Winfried Bertsch

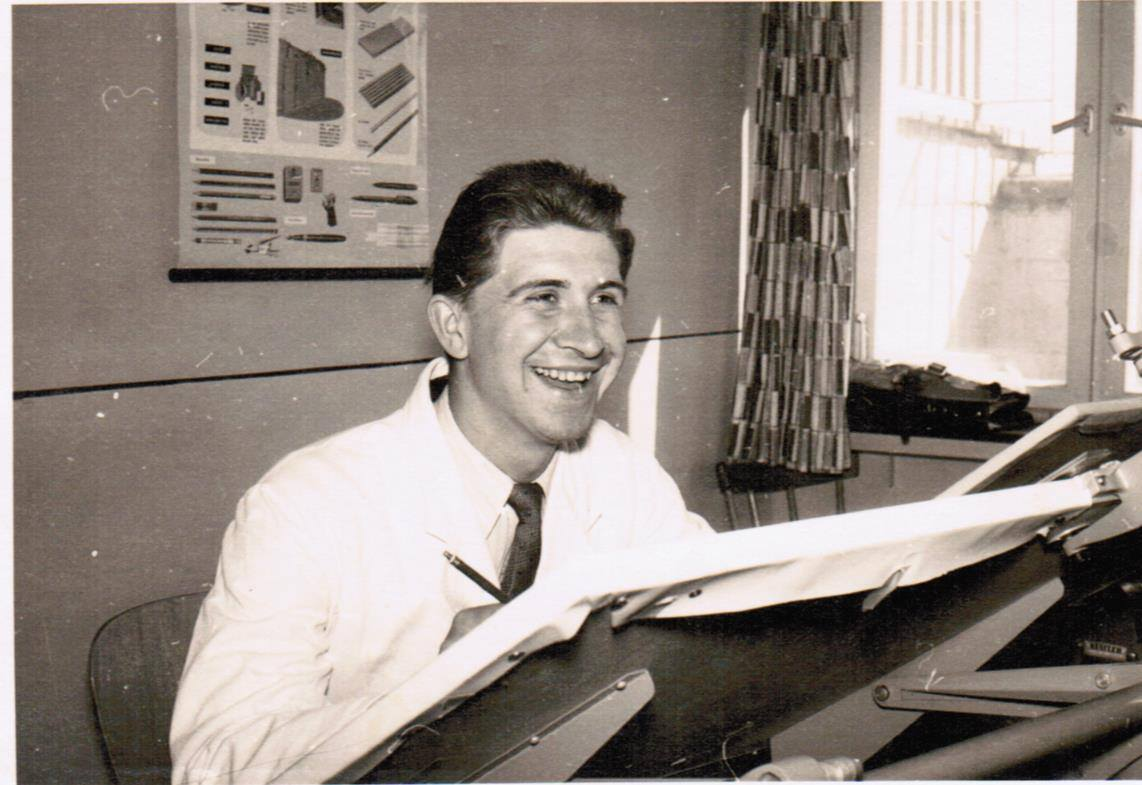
Winfried Bertsch 1960 als technischer Zeichner

Winfried Bertsch (* 17. Oktober 1937 in Lichtenau; † 26. Juni 2025) war ein deutscher Lokalhistoriker, der vor allem durch seine authentischen Dokumentationen der badischen Heimat Lichtenau bekannt wurde.

## Leben
Nach seiner Schulausbildung in Lichtenau besuchte er die Berufsfachschule in Bühl. In der Nachkriegszeit sammelte er Erfahrungen und Ausbildungen in verschiedenen Berufsparten, die ihm unterschiedliche Einblicke in das dörfliche Leben der Region gaben. 1961 absolvierte er die Ausbildung zum Technischen Zeichner in Heidelberg. Aus gesundheitlichen Gründen führte seine berufliche Laufbahn ins Versicherungswesen, in dem er sich in der Folge bis zum Vorsitzenden des Bezirksverbandes für Versicherungskaufleute etablierte. In seinem Heimatstädtchen unterhielt er jahrzehntelang eine Generalagentur. Winfried Bertsch hat mit seiner Frau Jeanne zwei Kinder und zwei Enkelkinder. 

## Engagement
Als ehrenamtliches Mitglied der Kontakt-Gruppe Bürger-DOW achtete er auf umweltregionale Aspekte der Stadt im Umfeld des Chemieunternehmens. Eine herausragende Rolle übernahm er im Vereinsleben der Stadt. Seit 1957 war er Funktionsträger des mit über 800 Mitgliedern größten regionalen Vereins, des Turnvereins 1864 Lichtenau e.V. (einschließlich der Fachbereiche Tennis, Tischtennis, Film & Foto etc.) Von 1976 bis 1994 prägte er als Vorsitzender das rege Vereinsleben und war danach Ehrenvorsitzender. Besondere Verdienste erwarb er sich im Kontext des Vereinsheimbaus 1992. Den jährlichen Fasenachtsumzug, den Bertsch 1977 initiierte, führte er 33 Jahre an.

## Heimatforschung
Seit seiner Pensionierung widmete er sich verstärkt der Heimatgeschichte und der Bewahrung seiner historischen Eindrücke des spezifischen alemannisch-badischen Dialekts.
Bertsch sammelte Lichtenauer Wörter, Sprüche, Geschichten und historische Bilddokumente. Über das Leben auf dem Dorf schrieb er aus der Erinnerung Geschichten. Er veröffentlichte zwei Bücher, ein Hörbuch und zahlreiche weitere Beiträge im Heimatgruß des Heimatvereins „Medicus“ in Lichtenau. Dieser wurde in hoher Auflage gedruckt und allen Einwohnern und ehemaligen Lichtenauern weltweit unentgeltlich zugestellt.

## Ehrungen
Für sein ehrenamtliches und heimatgeschichtliches Engagement wurde Winfried Bertsch vielfach ausgezeichnet:
- Landesehrennadel Baden-Württemberg
- Bürgermedaille der Stadt Lichtenau
- Goldene Ehrennadel des Deutschen Turnerbundes

## Schriften
- Des geht uf ke Kuehhutt – Alemannische Mundart von s Schmiddhaase Winfried. Matthias Bertsch (Hrsg.). Lichtenau: Eigenverlag, 2006.[7]
- Eine Reise ins alte Lichtenau. Ein historischer Bilderbogen mit alemannischen Geschichten. Mit zahlreichen Bildern von damals, früher und gestern aus allen Stadtteilen. Matthias Bertsch (Hrsg.) Lichtenau: Eigenverlag, 2011.